# سلسلة سامسونج جالكسي إس
سلسلة سامسونج جالكسي إس (بالإنجليزية: Samsung Galaxy S Series) هي مجموعة هواتف محمولة راقية تعمل بنظام الأندرويد، وهي هواتف تنتجها شركة إلكترونيات سامسونج، وهي فرع من مجموعة سامسونج من كوريا الجنوبية. تم إطلاق السلسلة في عام 2010 بالهاتف سامسونج جالكسي إس، وأحدث الهواتف في السلسلة هي سلسلة سامسونج جالكسي إس 25.

شعار سلسة جالكسي إس المستخدَم حتى عام 2015

## الهواتف

### سامسونج جالكسي إس
تم الإعلان عن الهاتف الذكي سامسونج جالكسي إس الأصلي في مارس 2010 وتم إصداره في يونيو 2010.
- الشاشة: 4.0" شاشة سوبر AMOLED مع مقياس 480x800
- المعالج: Samsung Exynos 3
- التخزين: بين 2 و16 جيجابايت (قابلة للتوسيع)
- ذاكرة الوصول العشوائي: 512 ميجا بايت
- البطارية: 1500 mAH (قابلة للإزالة)

### سامسونج جالكسي إس 2
أعلن عن هاتف جالكسي إس 2 في 13 فبراير 2011.
- الشاشة: 4.3«أو 4.5» سوبر AMOLED مع مقياس 480x800 بكسل
- المعالج: Samsung Exynos 4 Dual ،Texas Instruments OMAP4430، أو Qualcomm Snapdragon S3 APQ8060
- التخزين: 16 أو 32 جيجابايت (قابلة للتوسيع)
- ذاكرة الوصول العشوائي: 1 غيغابايت
- البطارية: 1650 أو 1800 mAH (قابلة للإزالة)

### سامسونج جالكسي إس 3
أعلنت سامسونج عن جالكسي إس 3 في 3 مايو 2012. وهي تتميز بخاصية (MultiWindow) حيث يمكن للمستخدمين استخدام تطبيقين في وقت واحد (متوفر من إصدار أندرويد 4.1)، وميزة «الضوء المحيط» حيث يمكن ضبط سطوع الشاشة تلقائيًا على مستوى الضوء، وميزة "Smart Stay" التي يمكن أن تمنع شاشة الهاتف من الدخول في وضع السكون، والهاتف يتميز أيضا بسمة المساعد الشخصي (S Voice)، والقدرة على وضع علامات على الوجوه في معرض الهاتف، وميزة (S Beam) لنقل الملفات عبر NFC، وضوء صمام ثنائي باعث للضوء على واجهة الهاتف التي يمكن استخدامه للإشعارات، وهي ميزة "Motion Gestures" حيث يمكن للمستخدمين إنجاز المهام عن طريق تحريك الهاتف.
- الشاشة: 4.8" سوبر AMOLED مع مقياس 720x1280 بكسل
- المعالج: Samsung Exynos 4 Quad، Qualcomm Snapdragon S4 MSM8960، أو Qualcomm Snapdragon 400 MSM8228
- التخزين: 16 أو 32 أو 64 جيجابايت (قابلة للتوسيع)
- ذاكرة الوصول العشوائي: 1 1.5 أو 2 غيغابايت
- البطارية: 2100 mAH (قابلة للإزالة)

### سامسونج جالكسي إس 4
تم الإعلان عن جالكسي إس 4 لأول مرة من قبل شركة سامسونج في 14 مارس 2013. وتتضمن التحسينات الجديدة على سابقتها جالكسي إس 3، بمكبر IR الذي يسمح للهاتف بأن يكون الجهاز بتحكم عن بعد عالميًا. وميزة Smart.Program التي ستوقف الفيديوهات مؤقتا عندما لا ينظر أحد إلى الشاشة. وميزة «التمرير الذكي» حيث يتم تمرير صفحات الويب تلقائيًا عن طريق إمالة الجهاز أفقيا أو عموديا، وميزة «ألبوم الألبوم»، ميزة بارومتر لقياس مستوى الارتفاع، والقدرة على قياس درجة الحرارة المحيطة، وقياس نسبة الرطوبة المحيطة، ووضع الاستعمل باليد الواحدة (متاح فقط عبر التحديث)، والإمكانية على زيادة الحساسية للاستخدام مع القفازات، وميزة «العرض الجوي» التي تسمح بعرض المعلومات عن طريق تحريك الشاشة دون لمسها،  وميزة «الإيماءة الهوائية» حيث يمكن للمستخدمين التحكم في الجهاز عن طريق تحريك اليد لتحقق من الهاتف، وخيار لتكييف الهاتف مع العرض الأمثل، والصوت الأمثل، وقدرة التقاط الصورة وتسجيل ما يصل إلى تسع ثوان من الصوت، والقدرة على اتخاذ صورة سريعة الحركة وتكرار التأثير في الكاميرا، القدرة على التقاط الصورة وتحريكها، والقدرة على مسح أجزاء من الصورة.
وقد تم تقديم جالكسي إس 4 مع العديد من الميزات التي يطلق عليها الهاتف زحف الخصائص، وبعض تلك الابتكار كانت من قبل بعض المتطوعين.
- الشاشة: 5.0" سوبر AMOLED مع مقياس 1080x1920 بكسل
- المعالج: Exynos 5 Octa 5410، أو Qualcomm Snapdragon 600
- التخزين: 16 أو 32 أو 64 جيجابايت (قابلة للتوسيع)
- ذاكرة الوصول العشوائي: 2 غيغابايت
- البطارية: 2600 mAH (قابلة للإزالة)

### سامسونج جالكسي إس 5
تم الإعلان عن سامسونج جالكسي إس 5 في 24 فبراير 2014. حيث أضيفت إليه ميزات نظام جالكسي إس 4، وتم إضافة جهاز مراقبة معدل ضربات القلب، وتطوير ميزة مقاومة الماء، ومستشعر بصمة الإصبع، والقدرة على تسجيل مقاطع فيديو بجودة 4K، والقدرة على التقاط صور أفضل في مستويات الإضاءة المنخفضة، وميزة «تنزيل الداعم» لزيادة مستويات التحميل إلى أقصى نطاق مسموح به، والقدرة على تقييد استخدام البطارية عن طريق الحد من استخدام الهاتف، ودعم الناقل التسلسلي العام 3.0. إضافة إلى جهاز استشعار درجة الحرارة، ومستشعر الرطوبة، وميزة "Story Album" من جالكسي إس 4.
- الشاشة: 5.1" سوبر AMOLED مع مقياس 1080x1920 بكسل
- المعالج: Qualcomm Snapdragon 801،Samsung Exynos 5 Octa 5422، أو Qualcomm Snapdragon 805
- التخزين: 16 أو 32 أو 64 جيجابايت (قابلة للتوسيع)
- ذاكرة الوصول العشوائي: 2 أو 3 غيغابايت
- البطارية: 2800 mAH (قابلة للإزالة)

### سامسونج جالكسي إس 6
تحتوي سلسلة سامسونج جالاكسي إس 6 على ثلاثة هواتف: جالاكسي إس 6، وجالكسي إس 6 إيدج، وإس 6 إيدج+. حيث أعلنت سامسونج لأول مرة عن إس 6 وإس 6 إيدج في 1 مارس 2015. وفي 13 أغسطس 2015، أعلنت عن إس 6 إيدج+، هذا إلى جانب سامسونج جالكسي نوت 5. وقد تحسّنت سلسلة جالكسي إس 6 من سابقاتها بإضافة القدرة على شحن الهاتف بسرعة وبشكل لاسلكي، وميزة الواقع الافتراضي (متوافقة مع Galaxy Gear VR)، وميزة «المدير الذكي»، والقدرة على تخصيص الواجهة الرسومية مع عدة الموضوعات. كما يتميز ببناء جديد من المعدن والزجاج.
أزالت جالكسي S6 العديد من الميزات التي كانت في سابقاتها، مثل فتحة سكيور ديجيتال، والبطارية القابلة للإزالة، وآير للإمائات "Air Gesture"، وآير المرئي "Air View"، والإيقاف المؤقت الذكي "Smart Pause"، والدوران الذكي "Smart Rotation"، والقائمة الذكية "Smart Scroll"، والوضع أحادي الاستخدام "one-handed mode"، والوضع الحساس "Sensitivity"، ودعم USB 3.0. بالإضافة إلى ذلك، البطاريات في جالكسي S6 وجالكسي S6 إيدج أصغر من البطارية في جالكسي S5.
- الشاشة: 5.1«سوبر AMOLED مع مقياس 1440x2560 بكسل (Galaxy S6 وGalaxy S6 edge)؛ 5.7» سوبر AMOLED مع مقياس 1440x2560 بكسل (Galaxy S6+ edge)
- المعالج: Exynos 7 Octa 7420
- التخزين: 32 أو 64 أو 128 جيجابايت
- ذاكرة الوصول العشوائي: 3 غيغابايت (Galaxy S6 وGalaxy S6 edge)؛ 4 غيغابايت (Galaxy S6+ edge)
- البطارية: 2550 mAH لـ (Galaxy S6)؛ 2600 mAH لـ (Galaxy S6 edge)؛ 3000 mAH لـ (Galaxy S6+ edge)

### سامسونج جالكسي إس 7
تم الإعلان عن سلسلة سامسونج جالكسي S7، التي تتألف من جالكسي S7 جالكسي S7 إيدج، في 21 فبراير 2016. فهي تعمل على التحسين على غرار جالكسي S6 من خلال إضافة شاشة تعمل دائمًا لعرض المعلومات بشكل اختياري أثناء إيقاف تشغيل الشاشة، وميزة "Dual Pixel" للحصول على تركيز تلقائي أسرع، وتحسين الصور ذات الإضاءة المنخفضة، ومقاومة الماء IP68. (كان لدى جالكسي S5 مقاومة للماء IP67؛ ومع ذلك، كان جالكسي S6 يفتقر إلى هذه الميزة.) ويتضمن أيضًا قارئ بطاقة microSD،  والذي كان موجودًا على جالكسي S5 والتكرار السابق لخط Galaxy S ولكن لم يكن موجودا على جالكسي S6. ومع ذلك، تمت إزالة مكبر الأشعة تحت الحمراء من جالكسي S7، والكاميرا في جالكسي S7 لديها 12 ميغابكسل، و16 ميجابكسل في جالكسي S6.
- الشاشة: 5.1«سوبر AMOLED مع مقياس 1440x2560 بكسل (Galaxy S7)؛ 5.5» سوبر AMOLED مع مقياس 1440x2560 بكسل (Galaxy S7 edge)
- المعالج: Samsung Exynos 8890،Qualcomm Snapdragon 820
- التخزين: 32 أو 64 أو 128 جيجابايت (قابلة للتوسيع)
- ذاكرة الوصول العشوائي: 4 غيغابايت
- البطارية: 3000 mAH لـ (Galaxy S7)؛ 3600 mAH لـ (Galaxy S7 edge)

### سامسونج جالكسي إس 8
أعلنت سامسونج عن هاتفها الذكي سامسونج جالكسي S8 وجالكسي S8+ في 29 مارس 2017. وهي تتميز بميزة ماسح ضوئي قزحي غير موجود على هواتف جالكسي S7. وتم استبدال "S Voice" أيضًا بـ Bixby. بالإضافة إلى ذلك، تم استبدال منفذ microUSB بمنفذ USB-C، وتم استبدال زر الشاشة الرئيسية والأزرار الانتقال بمفاتيح على الشاشة.
وجالكسي S8 هو أول جهاز في العالم يدعم "Bluetooth 5.0" والذي يمكّنك من توزيع الصوت على سماعتي بلوتوث في نفس الوقت إضافة إلى ميزات أخرى كالسرعة المضاعفة (2 ميجابايت/ثانية) والمدى الجغرافي الأكبر بـ 4 مرات مقارنة بـ 4 بلوثوث.
- الشاشة: 5.8«سوبر AMOLED مع مقياس 1440x2960 بكسل (Galaxy S8)؛ 6.2» سوبر AMOLED مع مقياس 1440x2960 بكسل (Galaxy S8+)
- المعالج: Qualcomm Snapdragon 835،Samsung Exynos 8895
- التخزين: 64 أو 128 جيجابايت (قابلة للتوسيع)
- ذاكرة الوصول العشوائي: 4 غيغابايت
- البطارية: 3000 mAH لـ (Galaxy S8)؛ 3500 mAH لـ (Galaxy S8+)

### سامسونج جالكسي إس 9
سامسونج جالكسي S9 وسامسونج غالاكسي S9+، تم كشف النقاب عنها يوم 25 فبراير 2018 في المؤتمر العالمي للجوال، مع تحسين الكاميرا وإعادة تصميم اللوحة الخلفية وتحسين اللوحة الداخلية. وتم نقل الماسح الضوئي لبصمة الإصبع على الجزء الخلفي إلى أسفل الكاميرا الخلفية، وتصبح سماعة الأذن عبارة عن مكبر صوت إضافي لصوت ستيريو.
- الشاشة: 5.8«سوبر AMOLED مع مقياس 1440x2960 بكسل (Galaxy S9)؛ 6.2» سوبر AMOLED مع مقياس 1440x2960 بكسل (+Galaxy S9)
- المعالج: Qualcomm Snapdragon 845،Samsung Exynos 9810
- التخزين: 64 أو 128 أو 256 جيجابايت
- ذاكرة الوصول العشوائي: 4 غيغابايت لـ (Galaxy S9)؛ 6 جيجابايت لـ (+Galaxy S9)
- البطارية: 3000 mAH لـ (Galaxy S8)؛ 3500 mAH لـ (Galaxy S8+)
- الون: الأسود والأزرق والرمادي والذهبي

## الأجهزة اللوحية

شعار سلسة جالكسي تاب إس

### سامسونج جالكسي تاب إس
أعلنت سامسونج عن الجيل الأول جهازها اللوحي جالكسي S في 12 يونيو 2014. وجهاز آخر يأتي في حجمين، وهما نسخة 8.4 بوصة ونسخة 10.5 بوصة.
- الشاشة: 8.4«سوبر AMOLED مع مقياس 1600x2560 بكسل (نسخة 8.4 بوصة)؛ 10.5» سوبر AMOLED مع مقياس 1600x2560 بكسل (نسخة 10.5 بوصة)
- المعالج: Qualcomm Snapdragon 800 (كلا الإصدارين)؛ Samsung Exynos 5 Octa 5420 (كلا الإصدارين) أو Samsung Exynos 5 Octa 5433 (نسخة 10.5 بوصة)
- التخزين: 16 أو 32 جيجابايت (قابلة للتوسيع)
- ذاكرة الوصول العشوائي: 3 غيغابايت

### سامسونج جالكسي تاب إس 2
أعلنت شركة سامسونج سلسلة جالكي تاب S2 في 20 يوليو 2015. ويأتي في اثنين من الأحجام، نسخة 8.0 بوصة ونسخة 9.7 بوصة.
- الشاشة: 8.0«سوبر AMOLED مع مقياس 1536x2048 بكسل (نسخة 8.0 بوصة)؛ 9.7» سوبر AMOLED مع مقياس 1536x2048 بكسل (نسخة 9.7 بوصة)
- المعالج: Qualcomm Snapdragon 652 (كلا الإصدارين)؛ Samsung Exynos 5 Octa 5433 (كلا الإصدارين)
- التخزين: 32 أو 64 جيجابايت (قابلة للتوسيع)
- البطارية: 4000 mAH

### سامسونج جالكسي تاب إس 3
أعلنت شركة سامسونج عن جهاز جالكس تاب S3 في 26 فبراير 2017. وهو على عكس جالكسي تاب S وجالكسي تاب S2، الذي يأتي بحجم واحد فقط، وهو طراز 9.7 بوصة.
- الشاشة: 9.7" سوبر AMOLED مع مقياس 1536x2048 بكسل
- المعالج: Qualcomm Snapdragon 820
- التخزين: 32 (قابلة للتوسيع)
- ذاكرة الوصول العشوائي: 4 غيغابايت
- البطارية: 6000 mAH

## وصلات خارجية
- سامسونج جالكسي إس
- سامسونج جالكسي إس 2
- سامسونج جالكسي إس 3
- سامسونج جالكسي إس 4
- سامسونج جالكسي إس 5
- سامسونج جالكسي إس 6
- سامسونج جالكسي إس 7
- سامسونج جالكسي إس 8
- سامسونج جالكسي إس 9
- سامسونج جالكسي تاب إس
- سامسونج جالكسي تاب إس 2
- سامسونج جالكسي تاب إس 3